# Митюшово
Митюшово — село в Тальменском районе Алтайского края Российской Федерации. Входит в состав Новотроицкого сельсовета.

## История
В 1928 году деревня Дрянишниково состояла из 108 хозяйств, основное население — русские. В административном отношении входила в состав Ново-Троицкого сельсовета Тальменского района Барнаульского округа Сибирского края.

## Население
| 1926 | 1997 | 1998 | 1999 | 2000 | 2001 |
| ---- | ---- | ---- | ---- | ---- | ---- |
| 551  | ↘37  | ↗55  | ↗59  | →59  | ↗64  |
| 2002 | 2003 | 2004 | 2005 | 2006 | 2007 |
| ↘51  | ↘50  | ↘45  | →45  | ↘40  | ↗42  |
| 2008 | 2009 | 2010 | 2011 | 2012 | 2013 |
| →42  | →42  | ↘38  | ↘37  | ↘34  | ↗36  |

Национальный состав
Согласно результатам переписи 2002 года, в национальной структуре населения русские составляли 89 %.